# Fenghua (köping)
Fenghua (kinesiska: 风华, 风华镇) är en köping i Kina. Den ligger i provinsen Guizhou, i den sydvästra delen av landet, omkring 150 kilometer norr om provinshuvudstaden Guiyang. Antalet invånare är 34229. Befolkningen består av 16 989 kvinnor och 17 240 män. Barn under 15 år utgör 23,0 %, vuxna 15-64 år 66 %, och äldre över 65 år 10,0 %.